# Jan Bohls

Jan Bohls (Ölbild aus dem Freilichtmuseum im Stadtpark Speckenbüttel in Bremerhaven)

Jan (auch: Johann) Friedrich Wilhelm Bohls (* 19. November 1863 in Lehe; † 3. April 1950 in Bremerhaven-Lehe) war ein deutscher Zoologe, Privatgelehrter, Volkskundler und Heimatforscher.

## Biografie
Bohls wurde 1863 in Lehe als Sohn eines Landwirts, Kalkbrenners und Fleckenvorstehers geboren. Er besuchte die Rektorschule in Lehe und danach das Realgymnasium in Hildesheim. Nach dem Abitur studierte er Botanik, Geologie, Paläontologie und Zoologie; zuerst an der Georg-August-Universität in Göttingen – dort trat er 1884 in die schwarze Verbindung (bzw. seit 1907) Burschenschaft Holzminda ein – dann zwischenzeitlich an der Universität Berlin und der Universität München. Nach seiner Rückkehr nach Göttingen promovierte er bei Professor Ernst Ehlers. Im Anschluss wurde für einige Jahre Hauslehrer einer aus Lehe stammenden Familie in Paraguay. Dort sammelte er Sprachdenkmäler der Indianer im Gran Chaco und machte zoologische Forschungen; insbesondere auf dem Gebiet der Ameisen. Hier entdeckte er auch einige neue (Unter-)Arten von Ameisen, die nach ihm benannt wurden:
- Eciton (Acamatus) bohlsi
- Leptogenys bohlsi
- Cryptocerus bohlsi
- Cephalotes bohlsi

Einige dieser Exponate aus Paraguay bilden heute den ältesten Teil der Amerika-Sammlung des Instituts für Ethnologie der Universität Göttingen.
Bohls war Mitglied der Berliner Gesellschaft für Anthropologie, Ethnologie und Urgeschichte.
Nach seiner Rückkehr aus Südamerika wurde er Assistent am Naturhistorischen Museum in Hamburg. Mitte der 1890er Jahre kehrte Bohls in seine alte Heimat zurück, wo er Bekanntschaft mit dem Schriftsteller Hermann Allmers machte, der ihn in die Vereinigung Männer vom Morgenstern einführte. Zusammen mit Gustav von der Osten formte er 1898 aus dieser eher geselligen Tafelrunde einen Heimatverein für den ganzen Bereich zwischen Elbe- und Wesermündung. Daneben war er noch Mitglied im Leher Heimatverein.  Bohls nahm in den  1890er Jahren eine wichtige Vermittlerrolle in den Anfängen der deutschen Bootsforschung ein.
Heimatgeschichtlich machte Bohls viele unterschiedliche Entdeckungen. Er untersuchte einen Urnenfriedhof bei Dingen in der Wurster Marsch, auf dem er altsächsische und mit Barbotine-Technik hergestellte Gefäße provinzal-römischer Herkunft ausgrub. Im Fickmühlener Forst legte er ein steinzeitliches Grab frei. Moorleichenfunde und eine Ausgrabung des Debstedter Galgenberges, welche auf die Bronzezeit zurückgeht, waren weitere seiner Projekte.
Die Funde des Heimatbundes der Männer vom Morgenstern wurden 1902 an die Stadt Geestemünde verkauft und ab 1906 im Städtischen Morgenstern-Museum gezeigt. Erster Museumsleiter war bis 1907 Jan Bohls.

Jan Bohls am 20. Juni 1921 vor dem Geestbauernhof

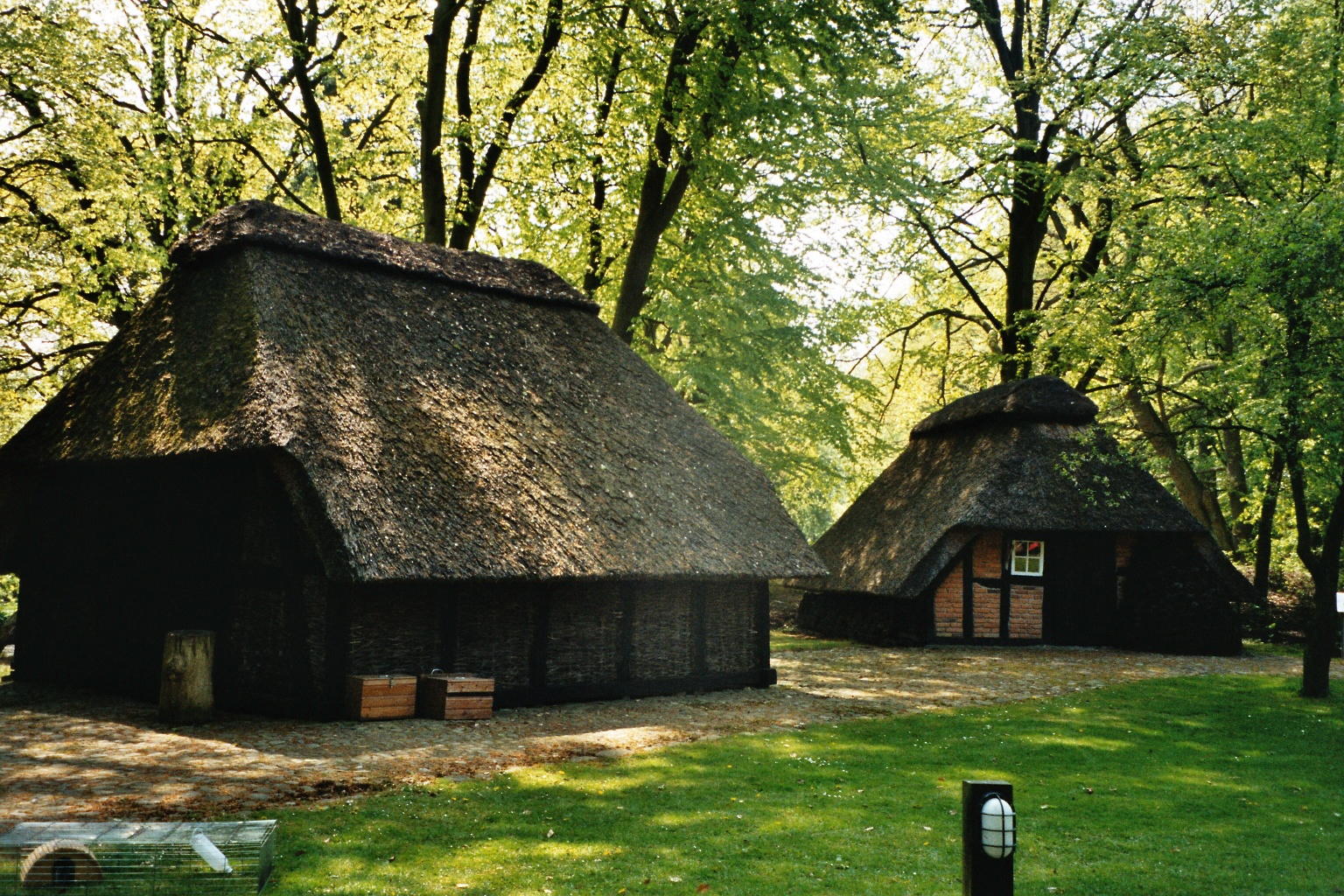
Geestbauernhof im Freilichtmuseum Speckenbüttel in Bremerhaven

Um die sich im Laufe der Zeit ansammelnden Funde der Öffentlichkeit zugänglich machen zu können, wurde unter Leitung Bohls 1908 der Bauernhausverein Lehe gegründet, womit die Anfänge des Freilichtmuseums Speckenbüttel, eines der ältesten Freilichtmuseen in Deutschland, geschaffen wurden. 1909 wurde das Geesthaus eingeweiht; neben einer Mühle entstanden nach und nach weitere Bauten im Speckenbüttler Park. 1920 förderte er die Gründung der Niederdeutschen Bühne „Waterkant“, indem er ihr für Aufführungen Räumlichkeiten im Rauchhaus des Freilichtmuseums Speckenbüttel zur Verfügung stellte.

## Schriften
- Die Mundwerkzeuge der Physopoden. Dissertation. Göttingen 1891.
- Mitteilungen über Fang und Lebensweise von Lepidosiren aus Paraguay. In: Nachrichten von der Gesellschaft der Wissenschaften zu Göttingen. Mathematisch-Physikalische Klasse aus dem Jahre 1894. Göttingen 1895, S. 80–83.
- C. Emery: Formiciden, gesammelt in Paraguay von Dr. J. Bohls. In: Zoologische Jahrbücher. Abteilung für Systematik Ökologie und Geographie der Tiere. Band 9, 1896, S. 625–638.
- Dieter Riemer: De iserne Hinnerk. Ein von Jan Bohls festgehaltenes, plattdeutsches Märchen. In: Männer vom Morgenstern, Heimatbund an Elb- und Wesermündung e. V. (Hrsg.): Niederdeutsches Heimatblatt. Nr. 774. Nordsee-Zeitung GmbH, Bremerhaven Juni 2014, S. 4 (Digitalisat [PDF; 2,3 MB; abgerufen am 14. Juni 2019]).

## Ehrungen
- Nach Jan Bohls wurde der Jan-Bohls-Weg in Bad Bederkesa benannt
- 1933 wurde die Jan-Bohls-Straße in Bremerhaven nach ihm benannt
- 1933 widmet ihm der Architekt Hans Scharoun ein Gedicht zu seinem 70. Geburtstag[9]
- 1951 wurde die Jan-Bohls-Eiche vor dem Geesthaus in Bremerhaven-Speckenbüttel gepflanzt
- 1952 ehrten ihn die Stadt Bremerhaven und diverse Vereine mit einer Bronzeplakette an seinem Grabstein